# Chi Bình vôi
Chi Bình vôi hay chi Thiên kim đằng (danh pháp khoa học: Stephania) là một chi thực vật có hoa trong họ Biển bức cát (Menispermaceae), có nguồn gốc ở miền đông và nam châu Á cũng như Australasia. Chúng là các loài cây thân thảo dạng dây leo, thường xanh, cao tới 4 m, với thân củ dạng gỗ phình to, trong dân gian gọi là củ. Các lá mọc thành vòng xoắn trên thân cây, hình khiên với cuống lá gắn gần trung tâm của lá. Hoa nhỏ, khác gốc, màu vàng cam tụ tập thành tán kép. Quả hình cầu dẹt, khi chín màu đỏ, chứa một hạt, hình móng ngựa, có gai. Tên gọi dân dã nhất trong tiếng Việt là bình vôi. Tuy nhiên, nhiều loài có các tên gọi địa phương đôi khi trùng nhau. PlantSystematics.org liệt kê 120 danh pháp cho chi này.
Một loài là S. tetrandra thuộc về 50 vị thuốc cơ bản được sử dụng trong Đông y, nó được gọi với tên dược là phòng kỷ hay phấn phòng kỷ, tuy nhiên tên gọi phòng kỷ rất dễ gây nhầm lẫn, do nó còn được dùng để chỉ ít nhất là bốn loài khác nữa là mộc phòng kỷ (Cocculus trilobus), mao phòng kỷ (Sinomenium acutum thứ cinerascens) (cùng họ Tiết dê), cũng như quảng phòng kỷ (Aristolochia fangchi) và quảng đông mộc phòng kỷ (Aristolochia westlandi) thuộc họ Mộc hương nam (Aristolochiaceae) trong bộ Hồ tiêu (Piperales) với nhiều tính chất dược học khác hẳn nhau.

## Các loài
- Stephania abyssinica
- Stephania andamanica
- Stephania bancroftii
- Stephania brachyandra
- Stephania brevipedunculata
- Stephania brevipes
- Stephania cambodica: Bình vôi Campuchia.
- Stephania capitata
- Stephania cephalantha (đồng nghĩa: S. disciflora): Kim tuyến điếu ô quy, hán phòng kỷ, phấn phòng kỷ, bình vôi hoa đầu.
- Stephania chingtungensis
- Stephania corymbosa
- Stephania crebra
- Stephania cyanantha
- Stephania delavayi
- Stephania dentifolia
- Stephania dicentrinifera
- Stephania dictyoneura
- Stephania dielsiana: Củ dòm, củ ngỗng, củ gà ấp.
- Stephania dinklagei
- Stephania dolichopoda
- Stephania ebracteata
- Stephania elegans
- Stephania epigaea
- Stephania excentrica
- Stephania formanii
- Stephania glandulifera
- Stephania gracilenta
- Stephania grandiflora
- Stephania hainanensis
- Stephania herbacea
- Stephania intermedia
- Stephania japonica: Dây mối, lõi tiền, dây lõi tiền, thiên kim đằng.
- Stephania kuinanensis
- Stephania kwangsiensis
- Stephania lincangensis
- Stephania longa: Lõi tiền, phẩn cơ đốc.
- Stephania longipes
- Stephania macrantha
- Stephania mashanica
- Stephania merrillii
- Stephania micrantha
- Stephania mildbraedii
- Stephania miyiensis
- Stephania moluccana
- Stephania montana
- Stephania neoguineensis
- Stephania novenanthera
- Stephania oblata
- Stephania officinarum
- Stephania papillosa
- Stephania pierrei: Dây đồng tiền.
- Stephania psilophylla
- Stephania renifolia
- Stephania reticulata
- Stephania rotunda (đồng nghĩa: S. glabra): Bình vôi, củ một, củ gà ấp, dây mối trơn, cà tòm (tiếng Tày), co cáy khẩu (tiếng Thái), tở lùng dòi (tiếng Dao) – Loài điển hình.
- Stephania salomonum
- Stephania sinica: Bình vôi.
- Stephania suberosa
- Stephania subpeltata
- Stephania succifera
- Stephania sutchuenensis
- Stephania tetrandra: Thạch thiềm thừ, phòng kỷ, phấn phòng kỷ, hán phòng kỷ, đảo địa củng, củ dòm?, củ gà ấp?
- Stephania tomentella
- Stephania tuberosa
- Stephania venosa
- Stephania viridiflavens
- Stephania wightii
- Stephania yunnanensis
- Stephania zippeliana

## Đông y
Trong Đông y người ta chủ yếu dùng Stephania tetrandra và Stephania cepharantha với tên gọi hán (phấn) phòng kỷ, ngải tượng. Theo Website này thì hán phòng kỷ (phấn phòng kỷ) có tại các tỉnh Chiết Giang, An Huy, Giang Tây, Hồ Bắc. Vị đắng, hăng và rất lạnh, có tác dụng với bàng quang, thận và tì (lá lách). Các hoạt chất chính của hán phòng kỷ sản xuất tại Trung Quốc là tetrandin C38H42N2O6 và fangchinolin C37H46N2O6 còn hán phòng kỷ sản xuất tại Nhật Bản lại là sinomenin C19H22NO4. Hán phòng kỷ Trung Quốc dùng điều trị bệnh liệt mặt (liệt Bell), hen suyễn, phù và có tác dụng lợi tiểu. Hán phòng kỷ Nhật Bản dùng làm thuốc giảm đau: viêm dây thần kinh, cứng vai, gút và các thương tổn cột sống. Người ta cũng lưu ý rằng các đơn thuốc Đông y nếu chỉ ghi phòng kỷ (防己) thì được hiểu là hán (phấn) phòng kỷ (漢防己/粉防己), còn mộc phòng kỷ (木防己) thì phải ghi rõ ràng. Liều dùng không quá 5-10 g nấu với nước để uống, còn thuốc dùng để tiêm thì không quá 300 mg/liều.
Khi dùng phối hợp với các vị thuốc khác như:
- Các loại Mộc thông
  - Quan mộc thông (Aristolochia manshuriensis; Aristolochia debilis)
  - Xuyên mộc thông (Clematidis armandii, Franch)
  - Hoài thông (Aristolochia noupinensis, Franch.)
  - Bạch mộc thông (Akebia trifoliata, Koiz. thứ australiss Rehd.)
- Tế tân (tế sâm, yên đại oa hoa, vạn bệnh thảo) (Asarum heterotropoides Fr. Schmidt thứ mandshuricum (Maxim.) Kitag, Asarum sieboldi Mig)
- Hậu phác (xuyên phác, sơn hà hoa, hà hậu phác, hà hoa mộc lan) (Magnolia officinalis, Rehd. et Wils., thứ biloba, Rehd. et Wils hay tại Nhật Bản là Magnolia obovata, Thunb.)
- Mã đâu linh (thanh mộc hương từ rễ hay thiên tiên đằng từ thân dây leo) (Aristolochia debilis, Sieb et Zucc; Aristolochia sinarum Linde.; Aristolochia contorta Bge) v.v)

có thể gây độc đối với thận.
Cũng theo trang Web này thì mộc phòng kỷ (C. trilobus) có tác dụng lợi tiểu cho các chứng bệnh phù và lậu còn quảng phòng kỷ hay quảng mộc phòng kỷ (Aristolochia spp.) nguồn gốc từ Quảng Đông và Quảng Tây có chứa các chất có độc tính đối với thận. Liều gây ngộ độc là 30 g.

### Lưu ý
Trong lịch sử thì loại hán trung phòng kỷ được sản xuất chủ yếu tại Hán Trung, nó chứa chủ yếu là các loại phòng kỷ chi Aristolochia. Còn ngày nay thì phòng kỷ chủ yếu sản xuất ở Hán Khẩu nên gọi là hán phòng kỷ, nó là Stephania spp.